# De Wavrin de Villers-au-Tertre

Wapen van de familie de Wavrin en van de Franse gemeente Wavrin

De Wavrin de Villers-au-Tertre is een oude, notabele en adellijke familie uit Douai in het Graafschap Vlaanderen waarvan een afstammeling in 1859 in de Belgische adel werd erkend.

## Geschiedenis
De bewezen stamreeks van de familie de Wavrin de Villers-au-Tertre begint met Colard de Villers, heer van Sauchoy (†1400) die in 1376 genoemd wordt in de rekeningen van het grootbaljuwschap van Henegouwen, en in datzelfde jaar erfde van zijn broer. Zoon Thomas en achterkleinzoon Jean (†1531) van de stamvader bekleedde de functie van schepen en eerste schepen (burgemeester) tussen 1435 en 1421 in Douai; een kleinzoon van de laatste, Adrien († ca 1586) was in 1578 ook burgemeester van die stad.
In de zevende generatie splitst het geslacht zich in de oudste tak en de tak Cambrin, de eerste beginnend met Antoine de Villers (†1617), ridder en burgemeester van Douai, en de tweede beginnend met Ponthus de Villers-au-Tertre, heer van Cambrin, dat laatste als echtgenoot van zijn vrouw Walburge le Martin, dochter van de heer van Cambrin.

### Oudste tak
De achterkleinzoon van Antoine (†1617), Robert de Villers-au-Tertre (†1734) was lid van de Ridderschap van Cambrésis. Zijn kleinzoon Alphonse de Wavrin-Villers-au-Tertre (1730-1802), heer van Masnières, enz. trouwde in 1769 met Marie-Françoise de Biseau (1741-1817), (erf)vrouwe van Houdeng en telg uit het Zuid-Nederlandse adelsgeslacht De Biseau. Na zijn huwelijk vestigt het paar zich eerst op het kasteel van Masnières, daarna in de Zuidelijke Nederlanden, op het kasteel van Houdeng-Aimeries. Zij zijn de stamouders van de Belgische tak.
Hun zoon Henri de Wavrin-Villers-au-Tertre (1776-1847) was burgemeester van Houdeng. Hij is de vader van de in de Belgische adel opgenomen zoon Frédéric (1811-1871).
Vanaf de in 1859 Belgische geadelde voerden de hoofden van het geslacht de titel van marquis, hun echtgenotes die van marquise, alle anderen de titel van comte(sse). Ook de laatste telg van het geslacht, Hellin (1946-2016) voerde de titel van marquis.
In 1969 verkreeg het hoofd van het geslacht naamswijziging tot de Wavrin de Villers-au-Tertre, door een besluit van het Hof van Beroep van Gent.
In 1977 werd Hellin de Wavrin de Villers-au-Tertre (1946-2016) vermeld als ingeschreven bij de Franse ANF.

#### Belgische adellijke tak
Charles Frédéric Amand graaf de Wavrin-Villers-au-Tertre (1811-1871), in 1859 erkend in de Belgische erfelijke adel met verlening van de titel van graaf, overdraagbaar bij eerstgeboorte, trouwde in 1850 met Marie-Petronille Storms (1825-1902)
- Henri-Frédéric graaf de Wavrin-Villers-au-Tertre (Sint-Joost-ten-Node, 6 januari 1852 - Gent, 24 februari 1908) trouwde in 1886 met jkvr. Marie Dons de Lovendeghem (Gent 1862 - Ronsele 1893). Ze kregen een zoon en vier dochters. De echtgenote stierf in het kinderbed.
  - Robert graaf de Wavrin de Villers-au-Tertre (Bottelaere, 29 augustus 1888 - Ukkel, 29 juni 1971), ontdekkingsreiziger, etnoloog en cineast, trouwde in oktober 1944 met de verzetsstrijdster Marguerite Le Maire (1901-2001). Hij publiceerde onder de nom de plume 'marquis de Wavrin'.
    - Hellin graaf de Wavrin de Villers-au-Tertre (Ukkel, 12 juni 1946 - 24 maart 2016), mineraloog en ornitholoog, laatste telg van dit geslacht.

  - Jkvr. Geneviève de Wavrin Villers-au-Tertre (Ronsele, 22 december 1893 - Ravensbrück, tussen 1 maart en 24 april 1945), werd weduwe en haar enige zoon Ghislain de Behault (1916-1989) vluchtte naar Engeland, waar hij piloot werd bij de RAF. Zij werd lid van het Verzet en werd opgepakt door de bezetter, voor het herbergen van Engelse piloten. In juni 1944 werd ze naar Gross Strehlitz gevoerd en in november naar Ravensbrück, waar ze van uitputting overleed. Na de oorlog, werd ze erkend als een inlichtingen en actieagent (IAA). Ze was getrouwd met jhr. Gaston de Behault (1886-1941), telg uit het geslacht De Behault, van wie nakomelingen.

##### Wapenbeschrijving
- 1859: D'azur, à l'écusson d'argent. Sommé de la couronne de comte. Tenants: deux sauvages de carnation, appuyés sur leur massue, couronnés et ceints de feuillages de sinople.

##### Adellijke allianties
- Dons de Lovendeghem (1886), D'Erp de Baerlo et Holt (1912), De Behault (1913), Van der Burch (1916)

### Tak Cambrin
De zoon van Ponthus de Villers-au-Tertre, heer van Cambrin, Jean-Baptiste de Villers-au-Tertre, heer van Cambrin, werd in 1632 verheven tot ridder. Diens achterkleinzoon, Albert (1704-?) werd in 1767 verheven tot markies de Wavrin. Diens zoon Albert (1730-?) wordt aangeduid als markies de Wavrin, graaf de Villers-au-Tertre, net zoals diens zoon Albert (1763-1844) die de laatste markies van zijn geslacht is en met wie deze tak uitstierf.

## Oudere afstamming
Enkele genealogen voeren de afstamming terug tot het geslacht De Wavrin met stamvader uit de 12e eeuw, of zelfs 11e eeuw.